# 정밀화학
정밀화학이란 정유 및 석유화학 등의 기초화학과 대비되는 개념으로, 기초화학 산업에서 원료를 공급받아 자동차, 전자, 의약품 등 각종 분야의 제조업체에서 사용될 원부자재를 생산한다. 즉 정밀화학 업체는 원료를 생산하는 기초화학 업체와 최종 상품을 만드는 제조업체 사이의 중간 생산자에 해당한다.

## 같이 보기
- 화학공업
- 석유화학제품